# محمد أمين أبو الشامات
محمد أمين أبو الشامات سياسي وبرلماني ووزير سوري من حي القنوات دمشق. استلم وزارة السياحة في حكومة محمود الزعبي الثانية من 29 حزيران 1992 ولغاية 13 آذار 2000.

## عمله ووظائفه
عضو مجلس الشعب. ووزير السياحة. ومحافظ مدينة دمشق ورئيس لجنة ترميم المسجد الأموي رئيس مجلس أمناء جامعة الاتحاد الخاصة ورئيس مجلس إدارة شركة عمريت السياحية .

## وصلات خارجية
لقاء مع السيد محمدأمين أبو الشامات زاوية أبو الشامات في مدينة دمشق